# Bisbat de Limburg
El Bisbat de Limburg — Bistum Limburg (alemany), Dioecesis Limburgensis (llatí)— és una seu de l'Església Catòlica a Alemanya, sufragània de l'arxidiòcesi de Colònia. Al 2013 tenia 648.619 batejats sobre una població de 2.369.000 habitants. Actualment està regida pel bisbe Georg Bätzing.

## Territori
La diòcesi comprèn part dels lands d'Hessen i de Renània-Palatinat.
La seu episcopal és la ciutat de Limburg an der Lahn, on es troba la Sant Jordi. Al territori diocesà també es troben dues basíliques menors: la basílica de Santa Maria Assumpta a Streithausen, i la basílica dels Sants Dionís i Valentí a Kiedrich.
El territori s'estén sobre 6.182 km², i està dividit en 281 parròquies, agrupades en 11 vicariats: Frankfurt del Main, Hochtaunus, Lahn-Dill-Eder, Limburg an der Lahn, Main-Taunus, Rheingau, Rhein-Lahn, Untertaunus, Westerwald, Wetzlar i Wiesbaden.

## Història
La diòcesi va ser erigida 16 d'agost de 1821 amb la butlla Provida solersque del Papa Pius VII, amb territori desmembrat de les seus de Trèveris, Magúncia i Colònia, i es va fer sufragània de l'arxidiòcesi de Friburg. El territori corresponia al del Ducat de Nassau i la ciutat lliure de Frankfurt am Main.
Després del concordat amb Prússia de 1929, el 13 d'agost 1930 la butlla Pastoralis officii nostri del Papa Pius XI va establir el pas de la diòcesi a la província eclesiàstica de l'arquebisbat de Colònia; a més, les parts de la ciutat de Frankfurt del  que pertanyien a la diòcesi de Fulda van ser annexades a la de Limburg
En virtut de la butlla Ad dominici gregis custodiam de l'11 de abril de 1827 i del concordat prussiana de 1929, el capítol dels canonges de la catedral té el dret de triar els seus propis bisbes, en una llista de tres noms proposats per la Santa Seu, que al seu llavors reben la nominació formal i canònica del papa.

## Episcopologi
- Jakob Brand † (21 de maig de 1827 - 26 d'octubre de 1833 mort)
- Johann Wilhelm Bausch † (30 de setembre de 1834 - 9 d'abril de 1840 mort)
  - Sede vacante (1840-1842)
- Peter Joseph Blum † (23 de maig de 1842 - 30 de desembre de 1884 mort)
- Johannes Christian Roos † (27 de març de 1885 - 27 de juliol de 1886 nomenat arquebisbe de Friburg
- Karl Klein † (15 d'octubre de 1886 - 6 de febrer de 1898 mort)
- Dominikus (Martin Karl) Willi, O.Cist. † (22 de juliol de 1898 - 5 de gener de 1913 mort)
- Augustinus Kilian † (15 de juliol de 1913 - 30 d'octubre de 1930 mort)
- Antonius Hilfrich † (30 d'octubre de 1930 - 5 de febrer de 1947 mort)
- Ferdinand Dirichs † (24 de setembre de 1947 - 27 de desembre de 1948 mort)
- Wilhelm Kempf † (28 de maig de 1949 - 10 d'agost de 1981 jubilat)
- Franz Kamphaus (3 de maig de 1982 - 2 de febrer de 2007 jubilat)
- Franz-Peter Tebartz-van Elst (28 de novembre de 2007 - 26 de març de 2014 renuncià)
  - Manfred Grothe (26 de març de 2014 - 1 de juliol de 2016) (administrador apostòlic)
- Georg Bätzing, des de l'1 de juliol de 2016

## Demografia
A finals del 2013, la diòcesi tenia 648.619 batejats sobre una població de 2.369.000 persones, equivalent al 27,4% del total.
| any  | població | població  | població | sacerdots | sacerdots       | sacerdots       | sacerdots             | diaques | religiosos | religiosos | parròquies |
| ---- | -------- | --------- | -------- | --------- | --------------- | --------------- | --------------------- | ------- | ---------- | ---------- | ---------- |
| any  | batejats | total     | %        | total     | clergat secular | clergat regular | batejats por sacerdot | diaques | homes      | dones      |            |
| 1950 | 606.900  | 1.527.250 | 39,7     | 724       | 520             | 204             | 838                   |         | 490        | 543        | 240        |
| 1970 | 912.174  | 2.416.245 | 37,8     | 809       | 483             | 326             | 1.127                 |         | 444        | 2.318      | 320        |
| 1980 | 962.000  | 2.535.000 | 37,9     | 772       | 474             | 298             | 1.246                 | 16      | 525        | 1.817      | 328        |
| 1990 | 783.806  | 2.498.000 | 31,4     | 630       | 407             | 223             | 1.244                 | 32      | 386        | 1.349      | 331        |
| 1999 | 725.625  | 2.300.000 | 31,5     | 560       | 341             | 219             | 1.295                 | 51      | 302        | 1.242      | 329        |
| 2000 | 718.418  | 2.300.000 | 31,2     | 543       | 359             | 184             | 1.323                 | 54      | 263        | 983        | 329        |
| 2001 | 713.027  | 2.300.000 | 31,0     | 514       | 329             | 185             | 1.387                 | 54      | 252        | 964        | 329        |
| 2002 | 705.424  | 2.300.000 | 30,7     | 519       | 325             | 194             | 1.359                 | 61      | 263        | 824        | 329        |
| 2003 | 699.009  | 2.382.127 | 29,3     | 501       | 314             | 187             | 1.395                 | 58      | 251        | 911        | 329        |
| 2004 | 693.230  | 2.322.543 | 29,8     | 503       | 309             | 194             | 1.378                 | 61      | 256        | 1.030      | 329        |
| 2013 | 648.619  | 2.369.000 | 27,4     | 442       | 261             | 181             | 1.467                 | 68      | 240        | 651        | 281        |

## Galeria fotogràfica

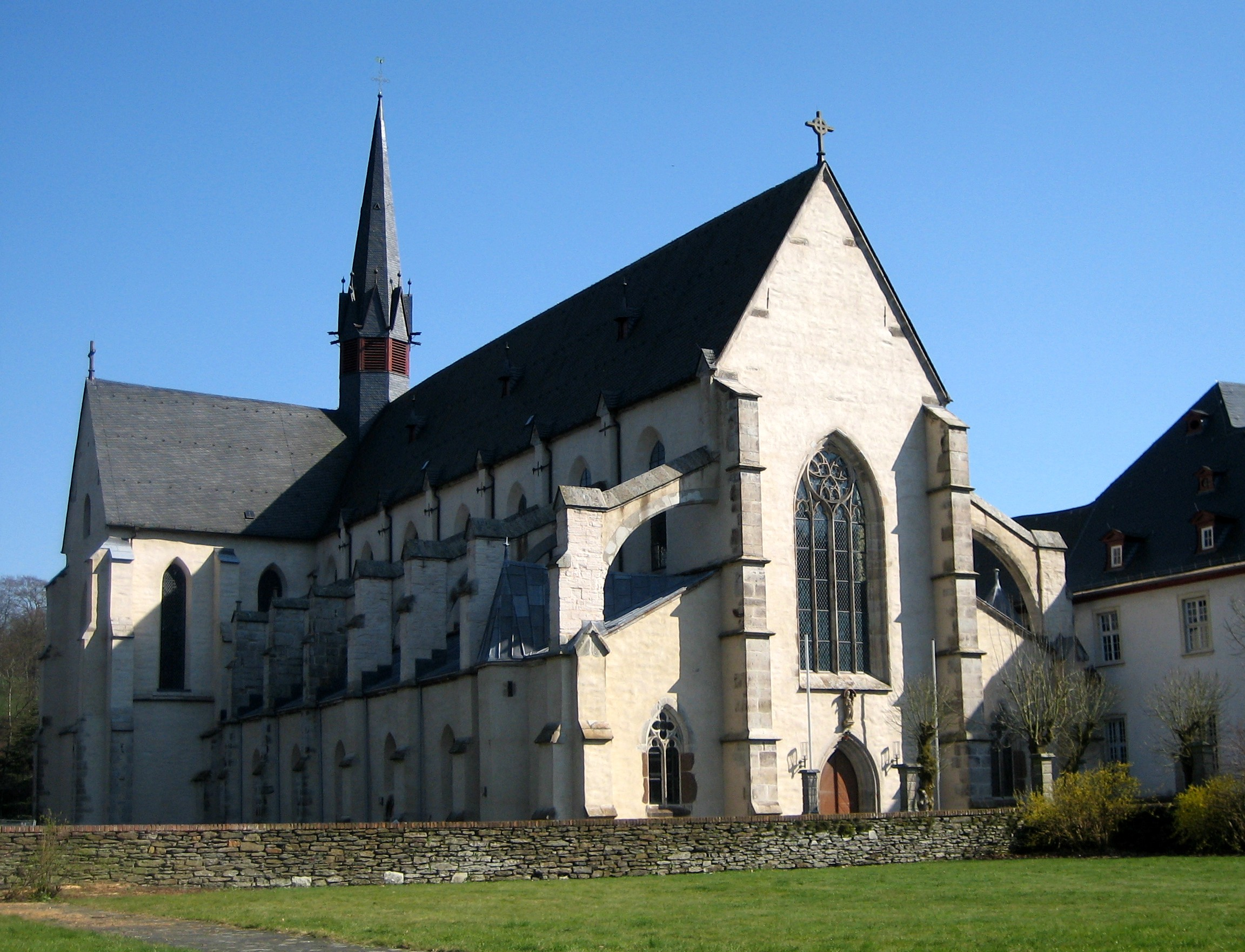
La basílica menor de Santa Maria Assumpta a Streithausen
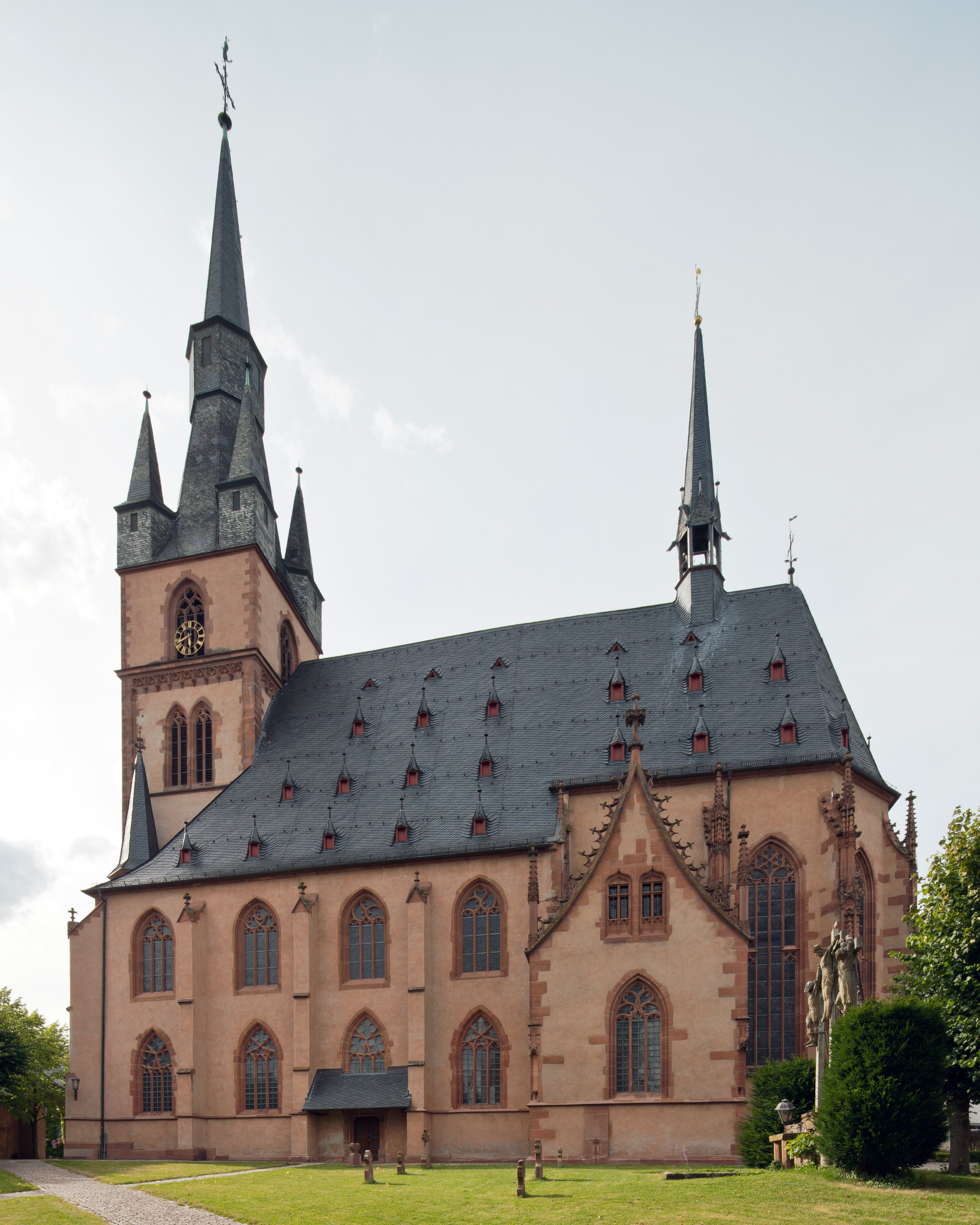
La basílica dels Sants Dionisi i Valentí a Kiedrich
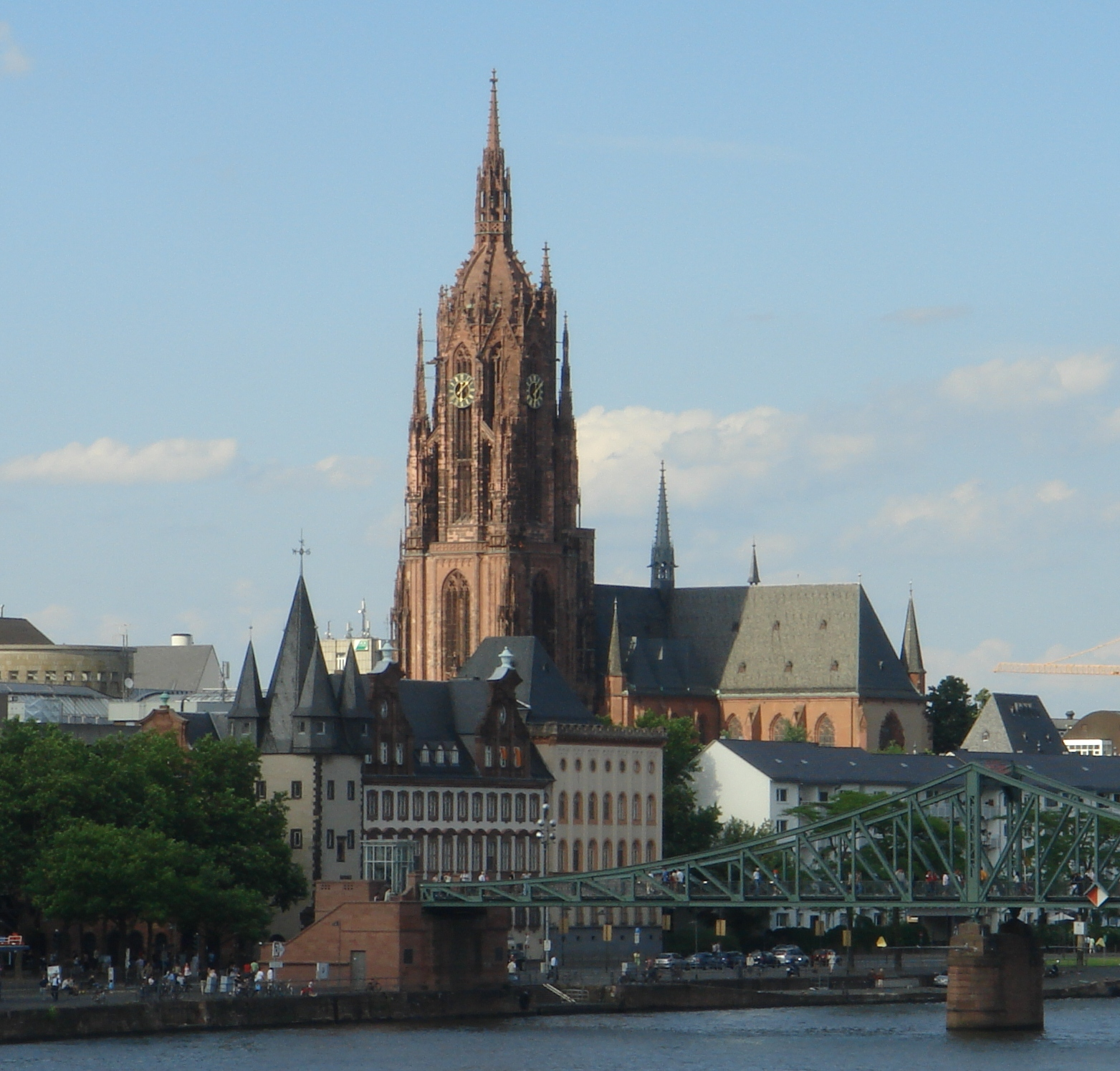
La Catedral de Frankfurt
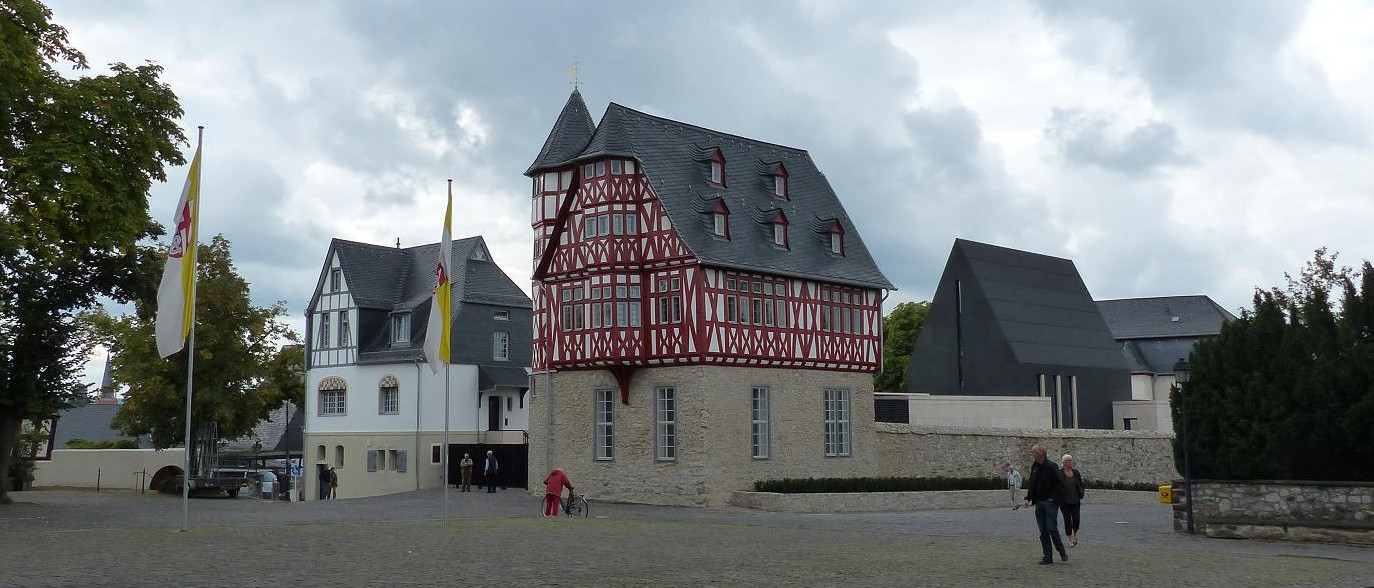
L'episcopi dels bisbes de Limburg